# Graham Rogers
Graham Rogers (West Chester, 17 de dezembro de 1990) é um ator norte-americano.

## Início da carreira
Quando Rogers tinha dezoito anos, mudou-se para Los Angeles, Califórnia, onde começou a perseguir a carreira de ator, tomando aulas de interpretação. Ficou mais conhecido por falar, "Posso ter uma banheira de água quente?" no popular comercial do State Farm Insurance.

## Filmografia

### Cinema
| Ano  | Título                    | Papel        | Notas             |
| ---- | ------------------------- | ------------ | ----------------- |
| 2011 | 1313: Haunted Frat        | Brad         | Direto para vídeo |
| 2012 | Struck by Lightning       | Scott Thomas |                   |
| 2013 | Crazy Kind of Love        | Henry Iris   |                   |
| 2014 | Almost aWake              | Johndra      | Curta-metragem    |
| 2014 | Love & Mercy              | Al Jardine   |                   |
| 2015 | Careful What You Wish For | Carson       |                   |
| 2017 | 1 Mile to You             | Kevin        |                   |

### Televisão
| Ano           | Título              | Papel          | Nota                           |
| ------------- | ------------------- | -------------- | ------------------------------ |
| 2011          | Memphis Beat        | Damon Eagan    | Episódio: "Flesh and Blood"    |
| 2012–13       | Revolution          | Danny Matheson | Elenco principal; 11 episódios |
| 2014          | Red Zone            | Jake Jordan    | Telefilme                      |
| 2015          | Zombie Basement     | Guffy          | 2 episódios                    |
| 2015          | Resident Advisors   | Tyler Stone    | Elenco principal; 7 episódios  |
| 2015–2017     | Quantico            | Caleb Haas     | Elenco principal               |
| 2017–presente | Atypical            | Evan Chapin    | Elenco recorrente              |
| 2018          | Love                | Mike           | Episódio:"Bertie's Birthday"   |
| 2018          | The Kominsky Method | Jude           | Elenco recorrente              |

## Vida pessoal
Rogers iniciou um relacionamento com Lucy Hale, que foi revelado por ela em uma entrevista com a revista Us Weekly. No final de setembro de 2013, havia rumores de que o casal tinha terminado seu relacionamento depois de 3 meses de namoro.